# Ricardo Horta
Ricardo Jorge Luz Horta (Sobreda, 15 settembre 1994) è un calciatore portoghese, attaccante del Braga e della nazionale portoghese.

## Biografia
È il fratello maggiore di André Horta, anche lui calciatore, nonché egli stesso in forza al Braga.

## Carriera

### Club
Dopo gli inizi in patria, con la maglia del Vitória Setúbal, nell'estate del 2014 si trasferisce in Spagna, al Malaga; esordisce in campionato il 23 agosto, nella vittoria per 1-0 ai danni dell'Athletic Bilbao.
Il 5 luglio 2016 fa ritorno in Portogallo, passando in prestito annuale al Braga.. Il 25 gennaio 2020 grazie alla sua rete nei minuti finali della partita fa vincere il Braga la sua seconda Coppa di Lega Portoghese.

### Nazionale
Esordisce in nazionale nel 2014, subentrando a partita in corso nella sfida persa per 0-1 contro l'Albania. Disputa la sua seconda partita il 2 giugno 2022, realizzando pure il gol dell'1-1 (risultato finale) contro la Spagna in Nations League. Il primo, ed attualmente unico, gol in Coppa del Mondo è stato firmato contro la Corea del Sud, in un match perso per 1-2.

## Statistiche

### Presenze e reti nei club
Statistiche aggiornate al 6 febbraio 2024
| Stagione               | Squadra                | Campionato             | Campionato | Campionato | Coppe nazionali | Coppe nazionali | Coppe nazionali | Coppe continentali | Coppe continentali | Coppe continentali | Altre coppe | Altre coppe | Altre coppe | Totale | Totale |
| Stagione               | Squadra                | Comp                   | Pres       | Reti       | Comp            | Pres            | Reti            | Comp               | Pres               | Reti               | Comp        | Pres        | Reti        | Pres   | Reti   |
| ---------------------- | ---------------------- | ---------------------- | ---------- | ---------- | --------------- | --------------- | --------------- | ------------------ | ------------------ | ------------------ | ----------- | ----------- | ----------- | ------ | ------ |
| 2012-2013              | Vitória Setúbal        | PL                     | 6          | 0          | SP+CdL          | 0               | 0               |                    | -                  | -                  |             | -           | -           | 6      | 0      |
| 2013-2014              | Vitória Setúbal        | PL                     | 28         | 7          | CP+CdL          | 1+5             | 0               |                    | -                  | -                  |             | -           | -           | 34     | 7      |
| Totale Vitória Setúbal | Totale Vitória Setúbal | Totale Vitória Setúbal | 34         | 7          |                 | 6               | 0               |                    |                    |                    |             |             |             | 40     | 7      |
| 2014-2015              | Málaga                 | PD                     | 31         | 1          | CR              | 6               | 2               |                    | -                  | -                  |             | -           | -           | 37     | 3      |
| 2015-2016              | Málaga                 | PD                     | 17         | 0          | CR              | 2               | 0               |                    | -                  | -                  |             | -           | -           | 19     | 0      |
| Totale Málaga          | Totale Málaga          | Totale Málaga          | 48         | 1          |                 | 8               | 2               |                    |                    |                    |             |             |             | 56     | 3      |
| 2016-2017              | Braga                  | PL                     | 32         | 6          | CP+CdL          | 2+5             | 0+2             | UEL                | 5                  | 1                  |             | -           | -           | 44     | 9      |
| 2017-2018              | Braga                  | PL                     | 30         | 11         | CP+CdL          | 2+4             | 0               | UEL                | 7                  | 1                  |             | -           | -           | 43     | 12     |
| 2018-2019              | Braga                  | PL                     | 34         | 9          | CP+CdL          | 6+2             | 0               | UEL                | 2                  | 2                  |             | -           | -           | 44     | 11     |
| 2019-2020              | Braga                  | PL                     | 33         | 12         | CP+CdL          | 3+5             | 2+4             | UEL                | 11                 | 6                  |             | -           | -           | 52     | 24     |
| 2020-2021              | Braga                  | PL                     | 32         | 9          | CP+CdL          | 6+3             | 3+0             | UEL                | 7                  | 3                  | -           | -           | -           | 48     | 15     |
| 2021-2022              | Braga                  | PL                     | 32         | 19         | CP+CdL          | 2+2             | 0               | UEL                | 12                 | 4                  | SP          | 1           | 0           | 49     | 23     |
| 2022-2023              | Braga                  | PL                     | 30         | 14         | CP+CdL          | 6+1             | 1+0             | UEL+UECL           | 6+2                | 2+0                | -           | -           | -           | 45     | 17     |
| 2023-2024              | Braga                  | PL                     | 28         | 8          | CP+CdL          | 3+4             | 2+2             | UCL+UEL            | 10+0               | 0+0                |             | -           | -           | 45     | 12     |
| 2024-2025              | Braga                  | PL                     | 32         | 10         | CP+CdL          | 4+2             | 1+0             | UEL                | 14                 | 3                  | -           | -           | -           | 52     | 14     |
| Totale Braga           | Totale Braga           | Totale Braga           | 283        | 98         |                 | 62              | 17              |                    | 76                 | 22                 |             | 1           | 0           | 422    | 137    |
| Totale carriera        | Totale carriera        | Totale carriera        | 348        | 106        |                 | 76              | 19              |                    | 76                 | 22                 |             | 1           | 0           | 518    | 147    |

### Cronologia presenze e reti in nazionale
| Cronologia completa delle presenze e delle reti in nazionale ― Portogallo | Cronologia completa delle presenze e delle reti in nazionale ― Portogallo | Cronologia completa delle presenze e delle reti in nazionale ― Portogallo | Cronologia completa delle presenze e delle reti in nazionale ― Portogallo | Cronologia completa delle presenze e delle reti in nazionale ― Portogallo | Cronologia completa delle presenze e delle reti in nazionale ― Portogallo | Cronologia completa delle presenze e delle reti in nazionale ― Portogallo | Cronologia completa delle presenze e delle reti in nazionale ― Portogallo |
| Data                                                                      | Città                                                                     | In casa                                                                   | Risultato                                                                 | Ospiti                                                                    | Competizione                                                              | Reti                                                                      | Note                                                                      |
| ------------------------------------------------------------------------- | ------------------------------------------------------------------------- | ------------------------------------------------------------------------- | ------------------------------------------------------------------------- | ------------------------------------------------------------------------- | ------------------------------------------------------------------------- | ------------------------------------------------------------------------- | ------------------------------------------------------------------------- |
| 7-9-2014                                                                  | Aveiro                                                                    | Portogallo                                                                | 0 – 1                                                                     | Albania                                                                   | Qual. Euro 2016                                                           | -                                                                         | 56’                                                                       |
| 2-6-2022                                                                  | Siviglia                                                                  | Spagna                                                                    | 1 – 1                                                                     | Portogallo                                                                | UEFA Nations League 2022-2023 - 1º turno                                  | 1                                                                         | 72’                                                                       |
| 5-6-2022                                                                  | Lisbona                                                                   | Portogallo                                                                | 4 – 0                                                                     | Svizzera                                                                  | UEFA Nations League 2022-2023 - 1º turno                                  | -                                                                         | 67’                                                                       |
| 12-6-2022                                                                 | Lancy                                                                     | Svizzera                                                                  | 1 – 0                                                                     | Portogallo                                                                | UEFA Nations League 2022-2023 - 1º turno                                  | -                                                                         | 82’                                                                       |
| 24-9-2022                                                                 | Praga                                                                     | Rep. Ceca                                                                 | 0 – 4                                                                     | Portogallo                                                                | UEFA Nations League 2022-2023 - 1º turno                                  | -                                                                         | 67’                                                                       |
| 17-11-2022                                                                | Lisbona                                                                   | Portogallo                                                                | 4 – 0                                                                     | Nigeria                                                                   | Amichevole                                                                | -                                                                         | 76’ 90’                                                                   |
| 2-12-2022                                                                 | Al Rayyan                                                                 | Corea del Sud                                                             | 2 – 1                                                                     | Portogallo                                                                | Mondiali 2022 - 1º turno                                                  | 1                                                                         |                                                                           |
| 6-12-2022                                                                 | Lusail                                                                    | Portogallo                                                                | 6 – 1                                                                     | Svizzera                                                                  | Mondiali 2022 - Ottavi di finale                                          | -                                                                         | 73’                                                                       |
| 10-12-2022                                                                | Doha                                                                      | Marocco                                                                   | 1 – 0                                                                     | Portogallo                                                                | Mondiali 2022 - Quarti di finale                                          | -                                                                         | 79’                                                                       |
| 11-9-2023                                                                 | Faro                                                                      | Portogallo                                                                | 9 – 0                                                                     | Lussemburgo                                                               | Qual. Euro 2024                                                           | 1                                                                         | 60’                                                                       |
| 16-11-2023                                                                | Vaduz                                                                     | Liechtenstein                                                             | 0 – 2                                                                     | Portogallo                                                                | Qual. Euro 2024                                                           | -                                                                         | 60’                                                                       |
| 19-11-2023                                                                | Lisbona                                                                   | Portogallo                                                                | 2 – 0                                                                     | Islanda                                                                   | Qual. Euro 2024                                                           | 1                                                                         | 62’                                                                       |
| Totale                                                                    |                                                                           | Presenze                                                                  | 12                                                                        |                                                                           | Reti                                                                      | 4                                                                         |                                                                           |

## Palmarès

### Club

#### Competizioni nazionali
- Coppa di Lega portoghese: 2

Braga: 2019-2020, 2023-2024
- Coppa del Portogallo: 1

Braga: 2020-2021

### Individuale
- Capocannoniere della Coppa di Lega portoghese: 1

2019-2020 (4 gol)